# Navicordulia
Genre
Navicordulia est un genre de libellules de la famille des Synthemistidae (sous-ordre des Anisoptères, ordre des Odonates).

## Liste des espèces
Selon World Odonata List, ce genre comprend 11 espèces :
- Navicordulia aemulatrix Pinto & Lamas, 2010
- Navicordulia amazonica Machado & Costa, 1995
- Navicordulia atlantica Machado & Costa, 1995
- Navicordulia errans (Calvert, 1909)
- Navicordulia kiautai Machado & Costa, 1995
- Navicordulia leptostyla Machado & Costa, 1995
- Navicordulia longistyla Machado & Costa, 1995
- Navicordulia mielkei Machado & Costa, 1995
- Navicordulia miersi Machado & Costa, 1995
- Navicordulia nitens (De Marmels, 1991)
- Navicordulia vagans (De Marmels, 1989)